# Olivola
Olivola (piemontiul: Aulìvola) település Olaszországban, Piemont régióban, Alessandria megyében. Lakosainak száma 112 fő (2023. január 1.).